# Emil Johansson (innebandyspelare)
Emil Tobias Johansson, född den 14 augusti 1992, är en svensk innebandyspelare som sedan 2013 spelar för IBF Falun i SSL.

## Klubbkarriär

### Tidig klubbkarriär
Johansson påbörjade sin innebandykarriär i Ersboda SK. Säsongen 2004/05 spelade han i Böle BK innan han återvände till sin moderförening. Där spelade han fram till säsongen 2007/08 innan han gick till RIG Umeå IBF för studier och innebandyspel på riksinnebandygymnasiet.

### Umeå City IBK
Han värvades som 19-åring i slutet av 2010 till Umeå City IBK för spel i SSL, trots att hans gymnasieutbildning ännu inte var avslutad. Hans första hela säsong i SSL blev alltså säsongen 2011/12 - en säsong som resulterade i nedflyttning för laget till allsvenskan norra. Mot slutet av säsongen 2012/13, där han gjorde 53 poäng på 15 matcher i den norra allsvenskan för Umeå City IBK, värvades han till IBF Falun i SSL.

### IBF Falun
Samma säsong som Johansson anslöt tog sig laget till SM-final och blev svenska mästare. Han blev med laget svensk mästare även säsongen därpå, samt säsongen efter det. Sedan dess har Johansson vunnit ytterligare 3 SM-guld med IBF Falun säsongerna 2016/2017, 2019/2020 samt 2020/2021. Johansson har fått axla en allt större roll för varje säsong och har under denna period etablerat sig som en av ligans absolut bästa spelare. Det är också i Falun som Johansson bland annat fått dubbla utmärkelser som årets spelare i SSL säsongerna 2018/19 samt 2019/20, ett rekord som Johansson delar tillsammans med Alexander Galante Carlström, Rasmus Enström, Mika Kohonen, Anders Hellgård och Stefan Mattsson. Dessutom har han blivit utnämnd till årets back 5 gånger under säsongerna 2015/16, 2016/17, 2018/19, 2019/20 samt 2020/21, vilket ingen annan back någonsin lyckats med.

## Landslagskarriär

### U19 landslaget
Den 5 november 2010 gjorde Johansson debut för U19 landslaget mot Schweiz. Han blev även uttagen till U19-VM 2011 där det slutade med silver efter förlust mot Finland i finalen. 

### Herrlandslaget
En 20-årig Emil Johansson debuterade för det Svenska landslaget den 27 april 2013 mot Tjeckien och gjorde även sitt debutmål samma match. Johansson blev uttagen till världsmästerskapet 2014, där Sverige vann VM-guld på hemmaplan. Två år senare var det dags igen för Johansson och Sverige, denna gång i världsmästerskapet 2016 i Riga, Lettland. Resan slutade med silver då Sverige föll på straffar i finalen mot Finland. I världsmästerskapet 2018 i Prag, Tjeckien var Johansson återigen uttagen, men skulle återigen bara få med ett silver hem. Även denna gång besegrades man av Finland i finalen för andra turneringen i rad.

## Meriter
Med IBF Falun

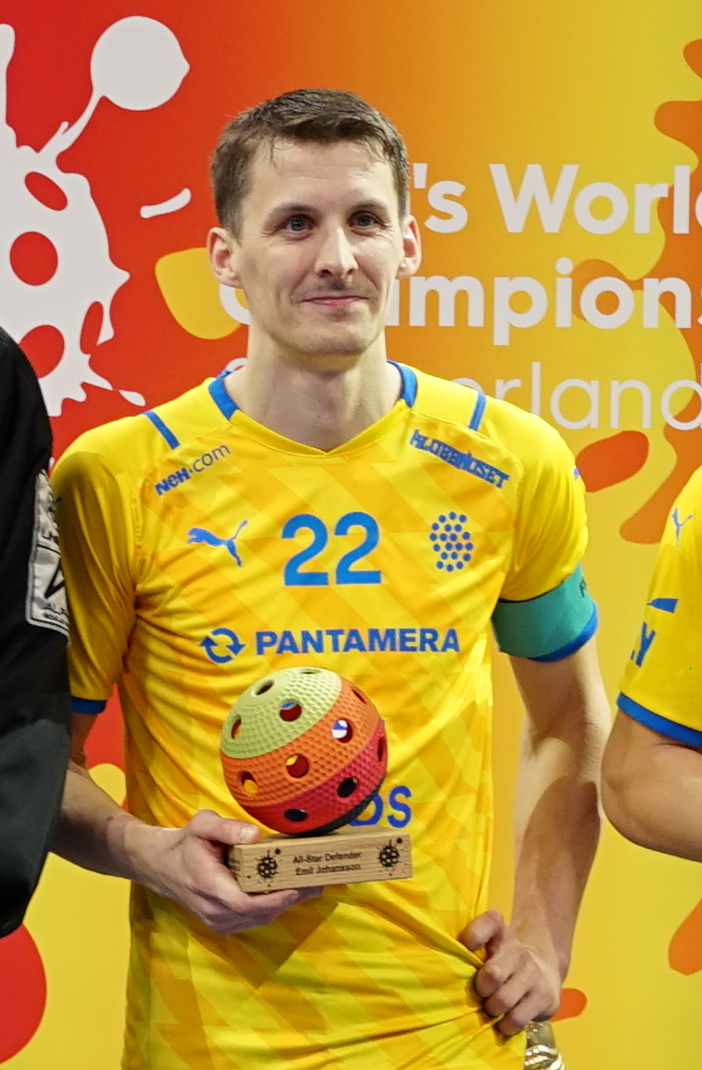
All Star Team VM 2022

- Svensk mästare (6): 2012/2013, 2013/2014, 2014/2015, 2016/2017, 2019/2020, 2020/2021

Med herrlandslaget
- Världsmästare (3): 2014, 2020, 2022

Individuella utmärkelser
- Årets spelare (2): 2018/19, 2019/20
- Årets back (5): 2015/16, 2016/17, 2018/19, 2019/20, 2020/21
- WFC All Star Team (2): 2018, 2022
- Golden Floorball Award – World’s Best Floorball Player: 2019, 2022, 2023 [13]